# Wirgiliusz z Salzburga
Wirgiliusz z Salzburga, również Wergiliusz, celt. Fergal (ur. ok. 700, zm. 27 listopada 784) – irlandzki misjonarz celtyckiego pochodzenia, benedyktyński opat klasztoru św. Piotra, ordynariusz i biskup diecezji Salzburga, apostoł Karyntii, uczony (teolog, astronom, filozof), ewangelizator, święty Kościoła katolickiego.

## Życie
O jego życiu wiadomo od współczesnych Wirgiliuszowi. Jego vita powstała dość późno, bo w 1181 roku.
Być może pochodził z rodziny królewskiej Loegaire. Opuścił Irlandię około 740–742 roku jako pielgrzym do Ziemi Świętej. Trafił jednak na ok. 2 lata na dwór Pepina Krótkiego, zwracając uwagę przyszłego króla swoimi umiejętnościami i wiedzą. Około 743 Pepin polecił Wirgiliusza swojemu kuzynowi, księciu bawarskiemu Odylonowi (zm. ok. 748). Ten z kolei powierzył zakonnikowi (który miał być jednocześnie opatem klasztoru pod wezwaniem św. Piotra w Salzburgu) zarządzanie biskupstwem.

### Spór o antypody
Konsekracja na biskupa stała się jednak niemożliwa przez spór, w jaki Wirgiliusz popadł ze swym współbratem zakonnym i apostołem Germanii, św. Bonifacym. Z inspiracji platońskiej miał bowiem wyznawać teorię o antypodach – uznając, że Ziemia jest kulista, a półkulę południową również zamieszkują ludzie. Taka koncepcja była jednak nie do zaakceptowania z punktu widzenia ówczesnej teologii.
Nie oznacza to jednak że Kościół odrzucał prawdę o kulistości ziemi. Nieufność wobec tej koncepcji brała się raczej z przekonania, że nawet jeżeli na półkuli południowej istnieje strefa o nadającym się do zamieszkania klimacie umiarkowanym, z półkuli północnej nie sposób się do niej dostać. Jeśli więc mieszkaliby tam ludzie, nie mogliby oni pochodzić z rodu Adama. Nie można by także zanieść im Ewangelii i tym sposobem umożliwić zbawienie. Skoro więc ofiara Chrystusa dokonała się za wszystkich ludzi, antypody nie mogły być zamieszkane – taki punkt widzenia przyjmowali już Ojcowie Kościoła. Gdy więc Bonifacy dowiedział się o poglądach Wirgiliusza, doniósł o nich papieżowi Zachariaszowi I, który potępił wiarę w antypody.

### Biskupstwo
Dopiero po śmierci Bonifacego w 755 roku Wirgiliusz otrzymał sakrę biskupią. Zrezygnował z wyprawy do Ziemi Świętej i poszedł w ślady św. Ruperta, pierwszego biskupa Salzburga i apostoła Austrii. Przyczynił się do chrystianizacji zamieszkujących Karyntię Słowian. Wybudował w Salzburgu obiekt sakralny (niem. Salzburger Dom spalony w 1167) poświęcony świętym: Piotrowi i Rupertowi, do którego 24 września 774 przeniósł relikwie św. Ruperta zmarłego w Wormacji, uważanego za założyciela miasta. Zmarł i pochowany został w Salzburgu. Jego grób odkryto ponownie w 1181 roku przy kolejnej odbudowie kościoła.

## Kult
Jego wspomnienie liturgiczne obchodzone jest w dzienną pamiątkę śmierci. W niektórych diecezjach Irlandii, Niemczech i Austrii (w tym w Salzburgu) św. Wirgiliusz wspominany jest uroczyście 24 września na pamiątkę przeniesienia relikwii św. Ruperta.
Jest patronem miasta, diecezji i landu Salzburg oraz diecezji Graz-Seckau a także Austrii. Jest orędownikiem przeciw skomplikowanym narodzinom dzieci.
W austriackim miasteczku Maria Saal (k. Klagenfurtu) uznano go za apostoła Karyntii.
W ikonografii Wirgiliusz przedstawiany jest w stroju biskupa z modelem kościoła, zazwyczaj prezentowany z bliźniaczymi wieżami katedry romańskiej, upamiętniający ustanowienie przez niego pierwszej katedry w Salzburgu; czasem jako uzdrawiający opętanego człowieka.
Jego atrybutem jest lilia wyrastająca z serca.
Został kanonizowany w dniu 18 czerwca 1233 przez papieża Grzegorza IX, jednak w Martyrologium Rzymskim został ujęty dopiero za pontyfikatu Benedykta XIV (1740–1758).